# Richard Booth
Richard Booth   (Hay-on-Wye, 12 de setembre de 1938 - Cusop, 20 d'agost de 2019) va ser un polític i llibreter britànic, conegut per la seva contribució a la fama de Hay-on-Wye com a centre de venda de llibres de segona mà. Ell mateix es va autoproclamar "rei de Hay".

## Biografia
Va estudiar a la Escola Rugby de la Universitat d'Oxford.
L'any 1961 va obrir una botiga de llibres de segona mà a Hay-on-Wye, en l'antiga estació de bombers i el seu exemple va ser seguit per altres, convertint Hay-on-Wye en els anys 70 en un lloc conegut internacionalment com a "Ciutat dels Llibres".
L'1 d'abril de 1977, Richard Booth va proclamar Hay-on-Wye "regne independent", en el qual ell matix feia de "rei" Richard Cœur de Livre —és a dir, «Ricard Cor de Llibre»— i el seu cavall com a "primer ministre". Aquest truc publicitari va aconseguir una gran cobertura en les notícies.
L'1 d'abril de 2000 Booth va prosseguir amb la investidura de "La Casa dels Lords de Hay" i va crear 21 "hereditary peers" (Títols d'alta dignitat hereditaris, com ara ducs, marquesos, comtes, bescomptes, barons, ...) per al Regne de Hay.
El Festival Literari de Hay va ser una altra seqüela del pròsper nombre de llibreries de la ciutat, a la que actualment s'estima que hi van fins a 500.000 turistes a l'any. En reconeixement dels seus serveis al turisme, Richard Booth va ser anomenat membre de la Ordre de l'Imperi Britànic en la Llista d'Honor d'Any Nou de 2004. L'agost de 2005, Richard Booth va anunciar que estava venent la seva llibreria de Hay-on-Wye per a mudar-se a Alemanya. Al març de 2008, la llibreria continua sota el control del rei de Hay.
En els anys 80 es casa en segones núpcies amb Hoope Stuart, una fotògrafa independent. L'any 1999 publica la seva autobiografia, El meu regne de Llibres, amb l'ajut de la seva fillastra Kucia Stuart.
Booth és membre del Partit Laborista (Regne Unit) en la circumscripció de Gal·les en les eleccions al Parlament Europeu de 2009.
Hay-on-Wye es considera la [vila del llibre] pionera a Europa i al món.